# فرودگاه بین‌المللی آبی ونکوور
فرودگاه بین‌المللی آبی ونکوور (به انگلیسی: Vancouver International Water Airport) یک فرودگاه همگانی است که یک باند فرود آب دارد. این فرودگاه در شهر ونکوور، بریتیش کلمبیا کشور کانادا قرار دارد و در ارتفاع ۰ متری از سطح دریا واقع شده‌است.

## شرکت‌های هواپیمایی و مقصدهای پروازی
| شرکت‌های هواپیمایی                          | مقصدهای پروازی                                                       |
| ------------------------------------------ | -------------------------------------------------------------------- |
| Corilair                                   | آبی کمبل ریور                                                        |
| Harbour Air                                | ویکتوریا اینر هاربر، آبی بندر نانایمو، آبی گنگ، آبی بدول هاربر       |
| Helijet                                    | آبی بندر نانایمو، ویکتوریا اینر هاربر                                |
| Salt Spring Air                            | آبی گنگ، Maple Bay                                                   |
| سی‌ایر سی‌پلینز                              | ویکتوریا اینر هاربر، آبی بندر نانایمو، آبی گنگ، سچلت، آبی بدول هاربر |
| توفینو ایر                                 | سچلت، آبی بندر نانایمو                                               |
| توفینو ایر اجرا توسط Gulf Island Seaplanes | Gabriola Island (Silva Bay)                                          |
| West Coast Air                             | ویکتوریا اینر هاربر، آبی بندر نانایمو، سچلت                          |
| Whistler Air اجرا توسط Harbour Air         | ویستلر- گرین لیک واتر                                                |